# Grindadráp

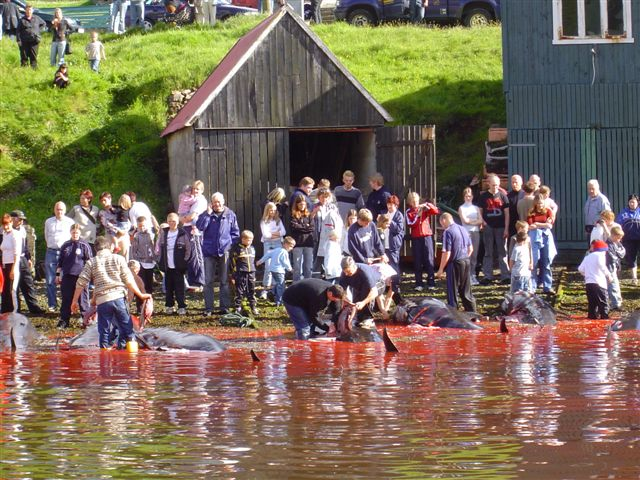
Grindadráp w 2005 roku

Grindadráp (od far. grind, co oznacza ławicę grindwali (rodzaj waleni z rodziny delfinowatych) i dráp, co oznacza zabijanie), lub grind – termin określający tradycyjny rodzaj wielorybnictwa na Wyspach Owczych. Co roku – zazwyczaj w lipcu i sierpniu – odbywają się tam masowe polowania na grindwale długopłetwe (Globicephala melas). Mieszkańcy zabijają wówczas dla mięsa i tłuszczu kilkaset tych waleni. Krytyka zgłaszana przez społeczność międzynarodową jest przez rząd Wysp Owczych i większość Farerów odrzucana jako ingerowanie w wewnętrzne sprawy i brak szacunku dla Wysp Owczych. Corocznie zabijanych jest w ten sposób około 400–1000 grindwali długopłetwych.

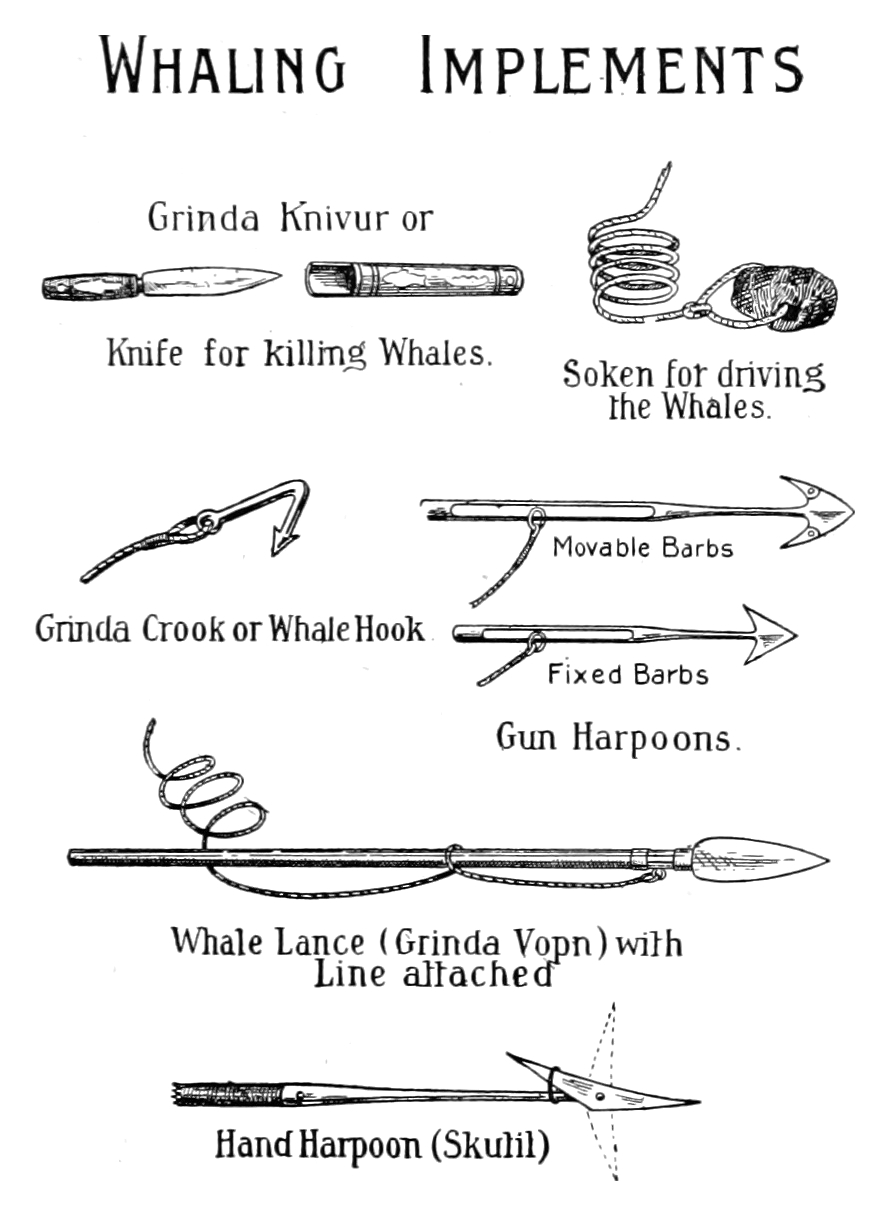
Rycina z „The Faröe Islands ... With map and illustrations” (Londyn, 1898) prezentująca tradycyjne narzędzia używane podczas grindadráp

## Tło historyczne
Terminem grind określa się także całe wydarzenie polegające na zlokalizowaniu i upolowaniu ławicy. Termin ten pojawił się w źródłach pisanych dopiero około 1600 roku, ale samo wielorybnictwo na Wyspach Owczych jest znacznie starsze. O wielorybnictwie oraz podziale polowań między wielorybnikami wspominał już „List owiec” (Seyðabrævið) – najstarsze pisane prawo Wysp Owczych z 1298. Polowania na grindwale było dość powszechne na terenie północnego Atlantyku, a na Wyspy Owcze najprawdopodobniej dotarło wraz z pierwszymi osadnikami – wikingami, którzy przybyli na Wyspy Owcze około 800 roku n.e.
Historyczna praktyka organizowania grindadráp obejmowała nie tylko zabijanie grindwali, ale także szereg innych elementów. W tym system szybkiego przekazywania do sąsiednich osad informacji o zbliżającej się ławicy grindwali, koordynację działań uczestników i łodzi biorących udział w polowaniu, zaganianie zwierząt na wybrzeże, ubój, a także podział mięsa i tłuszczu między uczestników i ich rodziny, transport oraz sposoby konserwacji i przetwarzania mięsa (np. na mączkę), przyrządzanie potraw i świętowanie po udanym połowie. Współpraca przy organizowaniu i realizacji grindadráp wymagała współdziałania na większą skalę niż społeczność lokalna.
Statystyki i dokumentacja połowów sięgają 1584 roku. Za okres 1642–1708 brak danych, a statystyki po 1708 kompletne i wiarygodne. Mimo wahań w wielkości połowu między poszczególnymi latami według tych danych historycznych średni połów grindwali na Wyspach Owczych od 1709 wynosił około 800–1000 sztuk zwierząt rocznie.
Na przestrzeni XIX w. społeczeństwo Farerskie ewoluowało z niezależnego, samowystarczalnego społeczeństwa chłopskiego w społeczeństwo rybackie, które w wieku XX sukcesywnie integrowało się ze światowymi systemami gospodarczymi i komercjalizowało, uzależniając się przy okazji od dostaw produktów z zagranicy. Równocześnie jednak Farerczycy podtrzymywali niekapitalistyczne formy, jak rybołówstwo, wielorybnictwo, hodowla owiec i krów, rolnictwo, dziewiarstwo i zbiór ptasich jaj. Wśród poszczególnych elementów kształtującej się tożsamości narodowej i kulturowej (np. język farerski, tradycyjny taniec i ballady) kluczową rolę odegrał grindadráp. W relacjach podróżniczych było postrzegane jako uosobienie odwagi społeczności farerskiej i walki z przeciwnościami w walce o przetrwanie. Grindadráp było pojmowane jako forma „sportu narodowego”, zyskiwało otoczkę narodowościową i było postrzegane jako element męstwa narodu. Tym samym kwestionowanie polowań na grindwale było postrzegane jako zamach na tożsamość, suwerenność i kulturę Wysp Owczych.

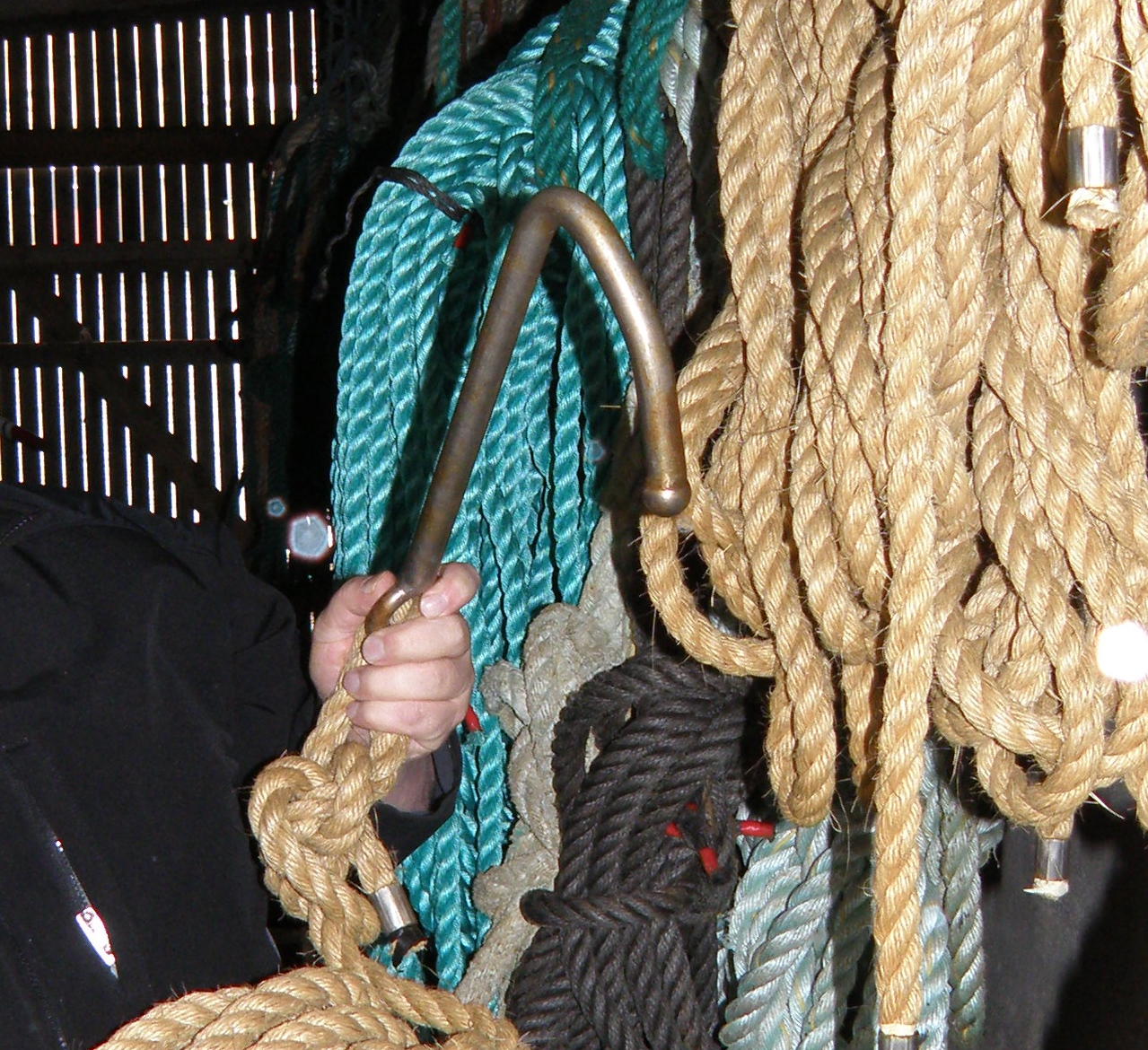
„Blásturongul” – tradycyjny stalowy hak używany przez Farerów podczas polowań na grindwale

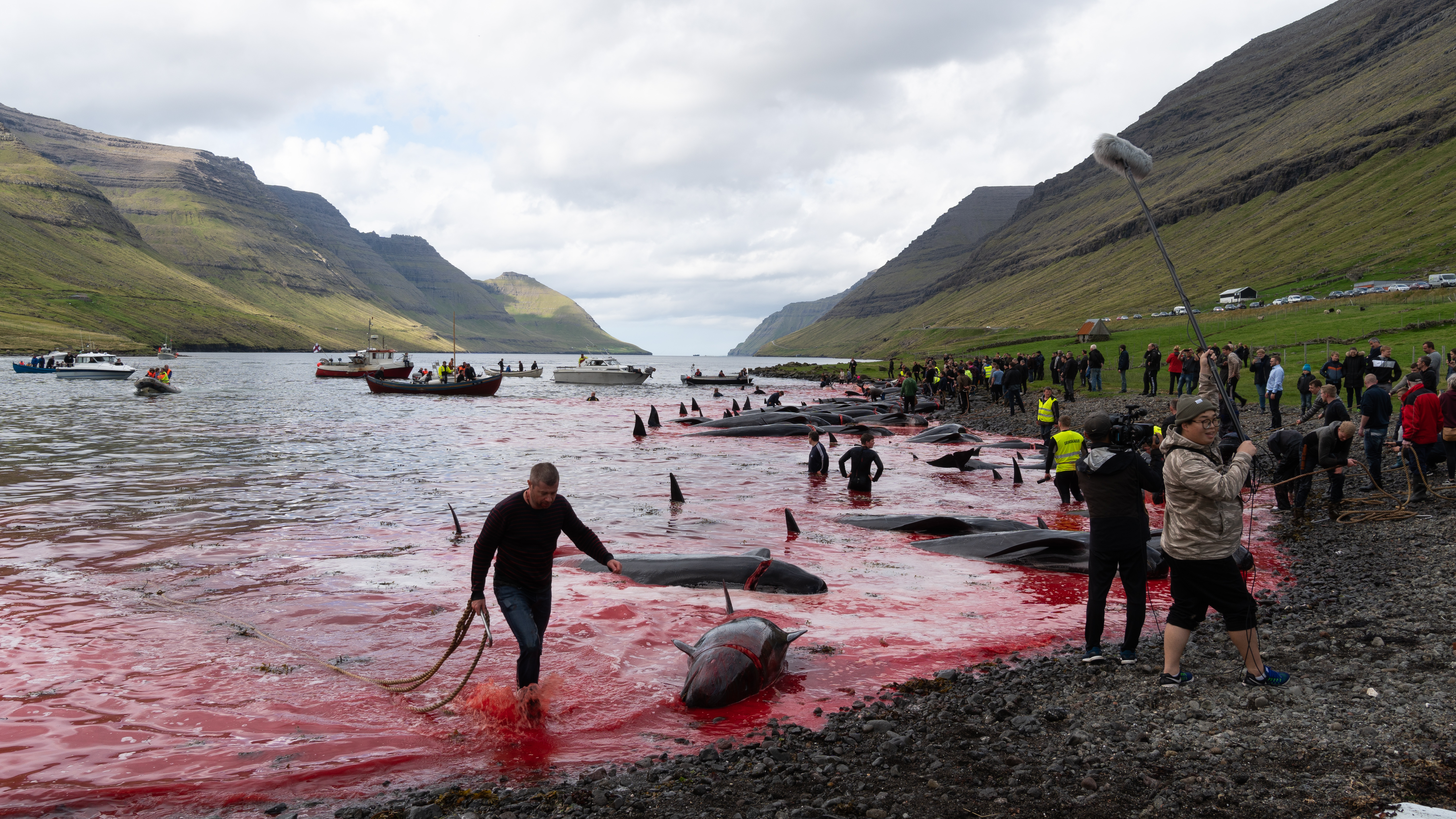
Grindadráp w 2018

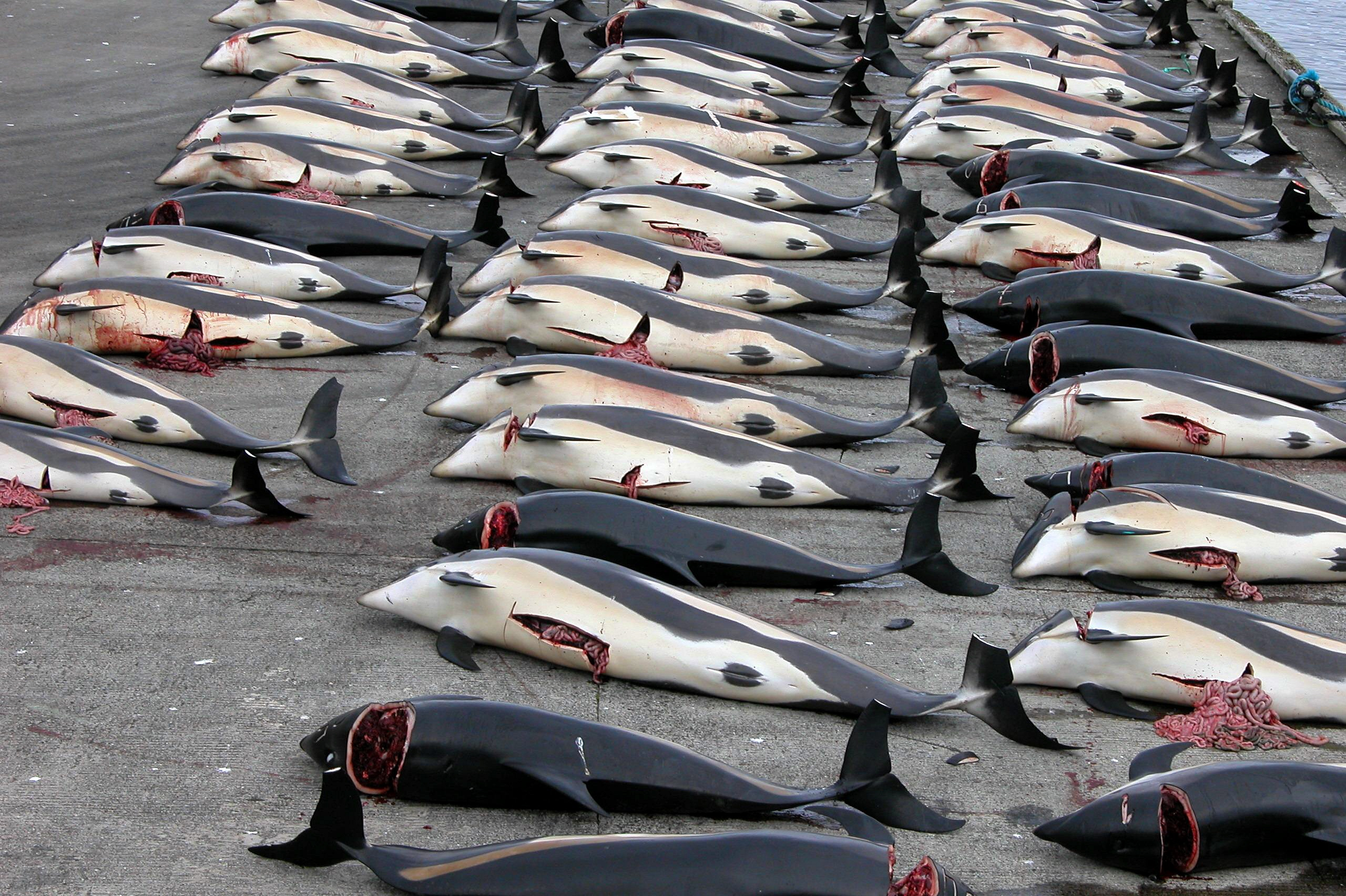

## Tradycyjny przebieg polowania
Metoda i sam przebieg polowania niewiele różni się sposobów, jakie stosowali wikingowie. Polowanie rozpoczyna się wraz z zauważeniem przez mieszkańców stada grindwali pływających w pobliżu wysp lub w kanałach między nimi, bowiem grindadráp to typowe polowanie zbiorowe z nagonką. Mieszkaniec Wysp Owczych, który pierwszy zauważy stado podpływające do zatoki, jest zobowiązany do powiadomienia społeczności o tym fakcie. Dawne sposoby podnoszenia alarmu za pomocą flag, sygnałów dymnych i biegaczy zastąpił telefon i radio. Farerczycy przerywają swoje zajęcia. Zaalarmowani mężczyźni z danej społeczności wypływają na łodziach, by hałasem zagonić zwierzęta w kierunku małej zatoki lub przesmyku, gdzie wpływają na brzeg lub na mieliznę, z której nie mogą uciec. 
Zwykle zabijane jest całe stado, bowiem grindwale charakteryzuje tak wysoki poziom więzi społecznych, że nie potrafią radzić sobie w pojedynkę. Te, które nie zostaną zabite w pierwszej fazie polowania, nie odpływają z zatoki pełnej krwi, ale pływają w niej, usiłując towarzyszyć członkom stada. Po grindadráp z 27 sierpnia 2019, które odbyło się w zatoczce koło miasta Vestmanna, 4 ocalałe grindwale pływały w wodzie zatoki przez półtorej godziny po zabiciu pozostałych członków ich stada. Sam proces zabijania stada, w którym było 98 zwierząt, trwał 12 minut, a całe polowanie trwało 5 godzin.
W pierwszej fazie polowania zabijana jest przywódczyni, a pozostałe zwierzęta są zaganiane motorówkami na mieliznę. Komunikacja między członkami stada utrudniana jest przez członków polowania poprzez generowanie hałasu: uderzanie drewnianymi kijami w wodę oraz uderzanie o burty łodzi.
Grindwale, które nie docierają do płycizny, są przez myśliwych wyciągane za pomocą lin przymocowanych do stalowych haków zakończonych metalową kulką, zahaczanych na ich otworach oddechowych. Zwierzęta są zabijane za pomocą tradycyjnych dwustronnych noży o długości 16 do 19 cm. Dwa głębokie cięcia zadawane są po obu stronach szyi zwierzęcia, tuż za otworem nosowym. Wówczas głowa walenia opada do przodu i wtedy zadawany jest trzeci cios nożem przez środek szyi. Cięcie to powoduje przerwanie tętnic szyjnych i rdzenia kręgowego zwierzęcia. Zgodnie z wytycznymi ostrze ma trafić w kanał kręgowy kręgosłupa (między czaszkę, a atlas kręgosłupa – tak, by przerwać rdzeń kręgowy, po czym musi być przesunięte w lewo i w prawo, by przeciąć naczynia krwionośne doprowadzające krew do mózgu zwierzęcia).
Przerażony grindwal nie traci świadomości, miota się, ale wraz z upływem krwi traci przytomność i jego ciało ulega paraliżowi. W końcu wykrwawia się i umiera. Wody, w których zabijane są te zwierzęta, nabierają od ich krwi czerwonego koloru. Kark i boki szyi martwego zwierzęcia są nacinane długim nożem, by pozbyć się krwi, co ma podnieść walory konsumpcyjne mięsa. Martwe zwierzęta układane są w rzędach. Ciała ciężarnych samic są często odkładane na bok, by oprawiać je później, kiedy będzie obecnych mniej osób spoza społeczności, bowiem zabijanie ciężarnych samic rodzi ogromne kontrowersje i protesty przeciwników polowań. Polujący i ich rodziny układają ciała zwierząt na nadbrzeżu, a osobniki które przeżyły, są dobijane. Następnie nacina się brzuchy, by schłodzić tusze. Następuje pomiar zabitych grindwali, by sklasyfikować je do odpowiedniej kategorii pod względem wielkości. Na płetwie bocznej zwierzęcia wycinane jest odpowiednie oznaczenie, a na policzku numer kolejny, co pozwala na policzenie zwierząt.
Następuje podział łupów. Każdy polujący i każda rodzina mają prawo do przydziału równej porcji mięsa i tłuszczu. Zasady podziału zostały określone w starych prawach nordyckich. Fakt bezpłatnego rozdzielania mięsa wśród członków społeczności jest argumentem używanym przez zwolenników tych polowań mającym na celu uzasadnianie sensu tego rodzaju łowów. Niewykorzystane części zwierząt (głowy, płetwy) są wyrzucane bezpośrednio do morza.
Corocznie zabijanych jest w ten sposób około 400–1000 grindwali, ale w czasie grindów zabijane są także inne gatunki ssaków (w okresie 2017–2019 (do 6 lipca 2019) na Wyspach Owczych zabito 2330 grindwali długopłetwych, ale także 755 innych waleni – głównie definowców białookich). Grindadráp nie mają już uzasadnienia ekonomicznego, a są jedynie elementem tradycji. Farerzy bronią takiej tradycji jako własnego dziedzictwa kulturowego.

## Krytyka polowań
Polowania na grindwale spotykają się z oburzeniem na całym świecie i wywołują protesty. Krytycy podkreślają brutalny widok i cierpienie przerażonych zwierząt. Wskazują także na fakt, iż grindadráp nie jest już uwarunkowane koniecznością zapewnienia wyżywienia ludności, bowiem standard życia na Wyspach Owczych jest porównywalny do waruków bytowych w Danii i innych krajach skandynawskich. Pod naciskiem opinii publiczej rząd Wysp Owczych przyznał, że „polowanie na wieloryby jest z natury dramatycznym i krwawym widokiem”. Równocześnie jednak rząd podkreśla, że tradycyjna metoda zabijania, poprzez przecięcie rdzenia kręgowego i tętnic szyjnych, jest skuteczna i zadaje zwierzętom mniej cierpienia niż inne, alternatywne metody ich uśmiercania.
Rząd Wysp Owczych i większość mieszkańców Wysp Owczych opowiada się za zachowaniem polowań na grindwale jako elementu tradycyjnej kultury Wysp Owczych. Ich zdaniem krytyka tradycyjnych polowań ze strony społeczności międzynarodowej jest formą wtrącania się w wewnętrzne sprawy terytorium i wyrazem braku szacunku dla Wysp Owczych.
W 2015 roku niemiecki operator statków rejsowych Aida ogłosił, że z powodu rzezi grindwali rezygnuje z rejsów na Wyspy Owcze.